# Ichthyodes freyi
Ichthyodes freyi är en skalbaggsart som beskrevs av Stefan von Breuning 1957. Ichthyodes freyi ingår i släktet Ichthyodes och familjen långhorningar. Inga underarter finns listade i Catalogue of Life.